# Сердюк Ольга Семенівна
Ольга Семенівна Сердюк (нар. 19 жовтня 1927, село Коровинці, тепер Недригайлівського району Сумської області) — українська радянська діячка, новатор сільськогосподарського виробництва, телятниця, доярка колгоспу «Комінтерн» Недригайлівського району Сумської області. Герой Соціалістичної Праці (10.07.1950). Депутат Верховної Ради УРСР 4—5-го скликань.

## Біографія
Народилася в селянській родині.
З 1943 року працювала телятницею в колгоспі «Комінтерн» Недригайлівського району Сумської області. Займалася відгодівлею телят. Одержала за рік від 27 телят до чотиримісячного віку по 1210 грамів добового приросту в середньому на теля. За це їй було присвоєне в 1950 році звання Героя Соціалістичної Праці. Член ВЛКСМ.
Закінчила трирічні зоотехнічні курси в Путивльській зоотехнічній школі, працювала дояркою, телятницею колгоспу «Комінтерн» села Коровинці Недригайлівського району Сумської області. Неодноразово брала участь у Виставках досягнень народного господарства СРСР, де отримала дві срібні та дві бронзові медалі.
Потім — на пенсії у селі Коровинцях Недригайлівського району Сумської області.

## Нагороди
- Герой Соціалістичної Праці (10.07.1950)
- орден Леніна (10.07.1950)
- ордени
- медалі